# Julefreden (1. verdenskrig)
Julefreden eller julevåbenstilstanden er almindeligvis betegnelser for et antal kortvarige, uofficielle våbenstilstande mellem de krigsførende parter i skyttegravskrigen under 1. verdenskrig. Våbenstilstandene fandt sted i julen 24. eller 25. december i krigsårene 1914, 1915 og 1916.
Første tilfælde af julevåbenstilstand fandt sted på fronten ved Ieper mellem britiske og tyske tropper 24. december 1914, hvor tyske tropper begyndte at pynte op i deres skyttegrave med blandt andet levende lys, hvorpå de begyndte at synge julesange. De sang blandt andet sangen "Stille Nacht, heilige Nacht," som er skrevet på tysk af hjælpepræsten Joseph Mohr fra Østrig, med musik af Franz Xaver Gruber og oversat til mange sprog. Blandt andet engelsk, hvor den er kendt som "Silent night, holy night".  Dette fik briterne til at synge med på deres eget sprog, hvorpå der blev råbt julehilsner på tværs af fronten. Dette førte videre til, at der kom små udflugter fra begge sider til ingenmandslandet mellem skyttegravene, hvor der blev udvekslet flere hilsner og små gaver. Artilleriet forblev hele natten overordnet set tavse, men der var også tilfælde af, at soldater, der vovede sig ud i ingenmandsland, blev dræbt af modstanderne. Stilstanden varede julenatten over og på visse dele af fronten til nytårsdag.
Optrinnet gentog sig den følgende juleaften, hvor der også blev gennemført en fodboldkamp i ingenmandsland. Samme år var der tilfælde af våbenstilstande mellem franske og tyske tropper, som også forekom i 1916.
Julevåbenstilstandene er siden blevet behandlet i fiktion, såvel romaner som film og digte og sange. Et eksempel er filmen Joyeux Noël fra 2005 af Christian Carion.